# Saison 2004-2005 du Montpellier Hérault Sport Club
Maillots
Chronologie
Saison précédente Saison suivante
La saison 2004-2005 du Montpellier Hérault Sport Club a vu le club évoluer en Ligue 2 pour la première saison depuis 2001.
Après un début de saison difficile et un changement d'entraineur, les pailladins réalisent une saison moyenne et terminent à la 8e place.
Éliminé en Coupe de France dès le 8e tour par un club de Division d'Honneur, les Montpellièrains brilleront en Coupe de la Ligue en éliminant notamment le Paris SG au stade de la Mosson.

## Déroulement de la saison
Une descente est toujours dure à encaisser, un budget réduit de moitié, un stade déserté, des droits TV quasi inexistants, des sponsors qui vous lâche (Teddy Smith met fin à un partenariat de cinq années avec le club), des joueurs moins bien payés et des talents qui vous quittent.[réf. nécessaire]
Malgré tout, le Montpellier HSC par sa situation géographique plutôt agréable et grâce à une vraie politique d'amour du maillot proposé par le club, arrivera à conserver la plupart de ses joueurs. Deux départ ont néanmoins été inévitable, celui de Nenad Dzodic pour l'AC Ajaccio et surtout celui de Habib Bamogo auteur de 17 buts lors de la saison précédente qui sera transféré pour 3,5 M€ chez le voisin marseillais.[réf. nécessaire]
Cette première saison en Ligue 2 verra une équipe pailladine sans réel talent. Après un départ calamiteux et le remplacement de Robert Nouzaret par Jean-François Domergue le club retrouve une bonne vitesse de croisière et remonte dans la première moitié du classement. Sans vraiment espérer la remontée immédiate en Ligue 1, malgré une troisième place au soir de la 21e journée, le club terminera à la 8e place à 13 points du dernier promu, l'ES Troyes AC.[réf. nécessaire]

## Joueurs et staff

### Transferts
| Été 2004              |               |                           |                        |                   |
| Nom                   | Nationalité   | Transfert                 | Provenance/Destination | Division          |
| Arrivées              |               |                           |                        |                   |
| Frédéric Mendy        | France        | Transfert                 | SC Bastia              | Ligue 1           |
| Nicolas Esceth-N'Zi   | France        | Transfert                 | FC Lorient             | Ligue 2           |
| Mohamed Chakouri      | Algérie       | Premier contrat pro       |                        |                   |
| Cédric Cambon         | France        | Premier contrat pro       |                        |                   |
| Prêts                 |               |                           |                        |                   |
| Georges Ba            | Côte d'Ivoire | Prêt                      | OGC Nice               | Ligue 1           |
| Départs               |               |                           |                        |                   |
| Nenad Dzodic          | Serbie        | Transfert                 | AC Ajaccio             | Ligue 1           |
| Bertrand Robert       | France        | Transfert                 | EA Guingamp            | Ligue 2           |
| Nozomi Hiroyama       | Japon         | Transfert                 | Tokyo Verdy            | J. League         |
| Pierre Laigle         | France        | Fin de contrat            | AS Saint-Priest        | District du Rhône |
| Fabien Lefèvre        | France        | Fin de contrat (Retraite) |                        |                   |
| Habib Bamogo          | Burkina Faso  | Transfert                 | Olympique de Marseille | Ligue 1           |
| Geoffrey Doumeng      | France        | Transfert                 | AS Nancy-Lorraine      | Ligue 2           |
| Cyril Ramond          | France        | Transfert                 | Stade brestois         | Ligue 2           |
| Rui Pataca            | Portugal      | Transfert                 | US Créteil-Lusitanos   | Ligue 2           |
| Rudy Riou             | France        | Transfert                 | FC Istres              | Ligue 1           |
| Jean-Mathieu Descamps | France        | Transfert                 | Málaga CF B            | Segunda División  |
| Prêts                 |               |                           |                        |                   |
| Valery Mezague        | Cameroun      | Prêt                      | Portsmouth FC          | Premier League    |

| Changement d'entraineur (29 août 2004) |             |              |                        |          |
| Nom                                    | Nationalité | Transfert    | Provenance/Destination | Division |
| Arrivées                               |             |              |                        |          |
| Jean-François Domergue                 | France      | Transfert    | Le Havre AC            | Ligue 2  |
| Départs                                |             |              |                        |          |
| Robert Nouzaret                        | France      | Licenciement |                        |          |

| Hiver 2004-2005 |               |                             |                        |          |
| Nom             | Nationalité   | Transfert                   | Provenance/Destination | Division |
| Arrivées        |               |                             |                        |          |
| Hervé Bugnet    | France        | Transfert                   | Girondins de Bordeaux  | Ligue 1  |
| Départs         |               |                             |                        |          |
| Serge Blanc     | France        | Fin de contrat (Retraite)   |                        |          |
| Retours de Prêt |               |                             |                        |          |
| Georges Ba      | Côte d'Ivoire | Expiration de durée de prêt | OGC Nice               | Ligue 1  |

## Rencontres de la saison

### Ligue 2
|            | Adversaire           | Lieu | Résultat | Buteurs du MHSC                                      | Affluence |
| Journée 1  | ES Troyes            | Dom. | 3-4      | Fodé Mansaré · Abdoulaye Cissé                       | 6 241     |
| Journée 2  | Angers SCO           | Ext. | 1-0      | Abdoulaye Cissé                                      | -         |
| Journée 3  | FC Lorient           | Dom. | 0-1      | -                                                    | 5 417     |
| Journée 4  | AS Nancy-Lorraine    | Ext. | 0-1      | -                                                    | -         |
| Journée 5  | EA Guingamp          | Dom. | 1-1      | Jérôme Lafourcade                                    | 4 751     |
| Journée 6  | Chamois niortais     | Ext. | 1-0      | Mohamed Chakouri                                     | -         |
| Journée 7  | Amiens SC            | Dom. | 0-2      | -                                                    | 4 961     |
| Journée 8  | Clermont Foot        | Ext. | 0-0      | -                                                    | -         |
| Journée 9  | US Créteil-Lusitanos | Dom. | 0-0      | -                                                    | 5 350     |
| Journée 10 | Stade de Reims       | Ext. | 2-0      | Frédéric Mendy · Jérôme Lafourcade                   | -         |
| Journée 11 | Le Mans UC           | Dom. | 2-0      | Bruno Carotti · Guillaume Moullec                    | 5 400     |
| Journée 12 | FC Gueugnon          | Ext. | 1-2      | Abdoulaye Cissé                                      | -         |
| Journée 13 | Le Havre AC          | Dom. | 3-0      | Abdoulaye Cissé · Jérôme Lafourcade                  | 7 767     |
| Journée 14 | Grenoble Foot        | Ext. | 0-0      | -                                                    | -         |
| Journée 15 | Stade brestois       | Dom. | 1-0      | Fodé Mansaré                                         | 6 876     |
| Journée 16 | CS Sedan             | Ext. | 0-2      | -                                                    | -         |
| Journée 17 | LB Châteauroux       | Dom. | 0-0      | -                                                    | 16 303    |
| Journée 18 | Stade lavallois      | Dom. | 3-1      | Fodé Mansaré · Guillaume Moullec · Fatih Atik        | 4 840     |
| Journée 19 | Dijon FCO            | Ext. | 0-1      | -                                                    | -         |
| Journée 20 | Angers SCO           | Dom. | 2-1      | Mansour Assoumani · Jérôme Lafourcade                | 4 965     |
| Journée 21 | FC Lorient           | Ext. | 2-1      | Hervé Bugnet · Guillaume Moullec                     | -         |
| Journée 22 | AS Nancy-Lorraine    | Dom. | 1-1      | Fatih Atik                                           | 8 087     |
| Journée 23 | EA Guingamp          | Ext. | 1-3      | Abdoulaye Cissé                                      | -         |
| Journée 24 | Chamois niortais     | Dom. | 2-0      | Fatih Atik · Hervé Bugnet                            | 5 570     |
| Journée 25 | Amiens SC            | Ext. | 0-2      | -                                                    | -         |
| Journée 26 | Clermont Foot        | Dom. | 1-0      | Jérôme Lafourcade                                    | 7 185     |
| Journée 27 | US Créteil-Lusitanos | Ext. | 3-3      | Mansour Assoumani · Jérôme Lafourcade · Hervé Bugnet | -         |
| Journée 28 | Stade de Reims       | Dom. | 0-0      | -                                                    | 6 235     |
| Journée 29 | Le Mans UC           | Ext. | 0-2      | -                                                    | -         |
| Journée 30 | FC Gueugnon          | Dom. | 1-1      | Hervé Bugnet                                         | 6 397     |
| Journée 31 | Le Havre AC          | Ext. | 1-0      | Jérôme Lafourcade                                    | -         |
| Journée 32 | Grenoble Foot        | Dom. | 3-1      | Abdoulaye Cissé · Hervé Bugnet                       | 5 503     |
| Journée 33 | Stade brestois       | Ext. | 1-1      | Hervé Bugnet                                         | -         |
| Journée 34 | CS Sedan             | Dom. | 0-1      | -                                                    | 8 036     |
| Journée 35 | LB Châteauroux       | Ext. | 0-2      | -                                                    | -         |
| Journée 36 | Stade lavallois      | Ext. | 3-1      | Fatih Atik · Abdoulaye Cissé                         | -         |
| Journée 37 | Dijon FCO            | Dom. | 4-2      | Fodé Mansaré · Hervé Bugnet                          | 6 364     |
| Journée 38 | ES Troyes            | Ext. | 1-2      | Fatih Atik                                           | -         |

### Coupe de France
| Tour    | Adversaire            | Lieu | Résultat | Buteurs du MHSC                                                                                       |
| 7e tour | US Abbaye (DH)        | Ext. | 7-0      | Guillaume Moullec · Abdoulaye Cissé · Jean-Christophe Rouvière · Jérôme Lafourcade · Stéphane Darbion |
| 8e tour | FC Rhône Vallées (DH) | Ext. | 0-1      | |

### Coupe de la Ligue
| Tour            | Adversaire                    | Lieu | Résultat   | Buteurs du MHSC                                  |
| 1er tour        | Besançon RC (National)        | Dom. | 1-0 (a.p.) | Fatih Atik                                       |
| 1/16e de finale | Stade de Reims (Ligue 2)      | Dom. | 3-1        | Jérôme Lafourcade · Fatih Atik · Abdoulaye Cissé |
| 1/8e de finale  | Paris Saint-Germain (Ligue 1) | Dom. | 1-0        | Fodé Mansaré                                     |
| 1/4 de finale   | AS Monaco (Ligue 1)           | Dom. | 1-2        | Jérôme Lafourcade                                |

## Statistiques

### Statistiques collectives
| Compétition       | Débute au tour | Place ou tour final | Matches joués | Gagnés | Nuls | Perdus | Buts pour | Buts contre | Différence |
| Ligue 2           | -              | 8e                  | 38            | 15     | 10   | 13     | 44        | 39          | +5         |
| Coupe de France   | 7e Tour        | 8e Tour             | 2             | 1      | 0    | 1      | 7         | 1           | +6         |
| Coupe de la Ligue | 1er Tour       | 1/4 de finale       | 4             | 3      | 0    | 1      | 6         | 3           | +3         |
| Total             | -              | -                   | 44            | 19     | 10   | 15     | 57        | 43          | +14        |

### Statistiques individuelles
| Numéro | Nat. | Nom         | Ligue 2 | Ligue 2     | Ligue 2 | Ligue 2      | Coupe de France | Coupe de France | Coupe de France | Coupe de France | Coupe de la Ligue | Coupe de la Ligue | Coupe de la Ligue | Coupe de la Ligue | Total | Total       | Total  | Total        |
| Numéro | Nat. | Nom         | M.j.    | But inscrit | Averti  | Carton rouge | M.j.            | But inscrit     | Averti          | Carton rouge    | M.j.              | But inscrit       | Averti            | Carton rouge      | M.j.  | But inscrit | Averti | Carton rouge |
| 1      |      | Pionnier    | 8       | 0           | 0       | 0            | ?               | ?               | ?               | ?               | 4                 | 0                 | 0                 | 0                 | 12    | 0           | 0      | 0            |
| 16     |      | Viviani     | 30      | 0           | 1       | 0            | ?               | ?               | ?               | ?               | 0                 | 0                 | 0                 | 0                 | 30    | 0           | 1      | 0            |
| 5      |      | Assoumani   | 15      | 2           | 5       | 0            | ?               | ?               | ?               | ?               | 2                 | 0                 | 0                 | 0                 | 17    | 2           | 5      | 0            |
| 14     |      | Mendy       | 32      | 1           | 8       | 1            | ?               | ?               | ?               | ?               | 4                 | 0                 | 1                 | 0                 | 36    | 1           | 9      | 1            |
| 17     |      | Carotti     | 34      | 1           | 10      | 0            | ?               | ?               | ?               | ?               | 3                 | 0                 | 1                 | 0                 | 37    | 1           | 11     | 0            |
| 19     |      | Gathuessi   | 16      | 0           | 2       | 0            | ?               | ?               | ?               | ?               | 1                 | 0                 | 0                 | 0                 | 17    | 0           | 2      | 0            |
| 21     |      | Moullec     | 33      | 3           | 5       | 1            | ?               | ?               | ?               | ?               | 3                 | 0                 | 1                 | 0                 | 36    | 3           | 6      | 1            |
| 22     |      | Colombo     | 15      | 0           | 3       | 1            | ?               | ?               | ?               | ?               | 3                 | 0                 | 0                 | 0                 | 18    | 0           | 3      | 1            |
| 26     |      | Chakouri    | 10      | 1           | 1       | 0            | ?               | ?               | ?               | ?               | 0                 | 0                 | 0                 | 0                 | 10    | 1           | 1      | 0            |
| 29     |      | Mainfroi    | 18      | 0           | 1       | 0            | ?               | ?               | ?               | ?               | 3                 | 0                 | 0                 | 0                 | 21    | 0           | 1      | 0            |
|        |      | Cambon      | 1       | 0           | 0       | 0            | ?               | ?               | ?               | ?               | 0                 | 0                 | 0                 | 0                 | 1     | 0           | 0      | 0            |
|        |      | Beduer      | 1       | 0           | 0       | 0            | ?               | ?               | ?               | ?               | 0                 | 0                 | 0                 | 0                 | 1     | 0           | 0      | 0            |
| 2      |      | Michalowski | 35      | 0           | 8       | 0            | ?               | ?               | ?               | ?               | 4                 | 0                 | 1                 | 0                 | 39    | 0           | 9      | 0            |
| 6      |      | Rouvière    | 19      | 0           | 1       | 0            | ?               | ?               | ?               | ?               | 1                 | 0                 | 0                 | 0                 | 20    | 0           | 1      | 0            |
| 7      |      | Lafon       | 15      | 0           | 1       | 0            | ?               | ?               | ?               | ?               | 2                 | 0                 | 0                 | 0                 | 17    | 0           | 1      | 0            |
| 10     |      | Esceth-N'Zi | 7       | 0           | 1       | 0            | ?               | ?               | ?               | ?               | 1                 | 0                 | 0                 | 0                 | 8     | 0           | 1      | 0            |
| 20     |      | Atik        | 32      | 6           | 1       | 0            | ?               | ?               | ?               | ?               | 4                 | 2                 | 1                 | 0                 | 36    | 8           | 2      | 0            |
| 23     |      | Darbion     | 20      | 0           | 0       | 0            | ?               | ?               | ?               | ?               | 2                 | 0                 | 0                 | 0                 | 22    | 0           | 0      | 0            |
| 25     |      | Yachir      | 18      | 0           | 1       | 0            | ?               | ?               | ?               | ?               | 3                 | 0                 | 0                 | 0                 | 21    | 0           | 1      | 0            |
| 28     |      | Godemeche   | 27      | 0           | 4       | 0            | ?               | ?               | ?               | ?               | 4                 | 0                 | 1                 | 0                 | 31    | 0           | 5      | 0            |
|        |      | Mezague     | 0       | 0           | 0       | 0            | ?               | ?               | ?               | ?               | 4                 | 0                 | 2                 | 0                 | 4     | 0           | 2      | 0            |
|        |      | Nogales     | 2       | 0           | 0       | 0            | ?               | ?               | ?               | ?               | 0                 | 0                 | 0                 | 0                 | 2     | 0           | 0      | 0            |
| 11     |      | Mansaré     | 34      | 5           | 3       | 1            | ?               | ?               | ?               | ?               | 2                 | 1                 | 0                 | 0                 | 36    | 6           | 3      | 1            |
| 13     |      | Ba          | 6       | 0           | 0       | 0            | ?               | ?               | ?               | ?               | 1                 | 0                 | 0                 | 0                 | 7     | 0           | 0      | 0            |
| 15     |      | Lafourcade  | 23      | 7           | 8       | 0            | ?               | ?               | ?               | ?               | 4                 | 2                 | 1                 | 0                 | 27    | 9           | 9      | 0            |
| 18     |      | Cissé       | 32      | 9           | 3       | 0            | ?               | ?               | ?               | ?               | 4                 | 1                 | 0                 | 0                 | 36    | 10          | 3      | 0            |
|        |      | Bugnet      | 18      | 9           | 2       | 0            | ?               | ?               | ?               | ?               | 2                 | 0                 | 0                 | 0                 | 20    | 9           | 2      | 0            |
|        |      | Prospa      | 1       | 0           | 0       | 0            | ?               | ?               | ?               | ?               | 0                 | 0                 | 0                 | 0                 | 1     | 0           | 0      | 0            |
|        |      | Carbonnier  | 1       | 0           | 0       | 0            | ?               | ?               | ?               | ?               | 0                 | 0                 | 0                 | 0                 | 1     | 0           | 0      | 0            |

### Autres statistiques
| Meilleurs buteurs \| Joueur \| Total \| \| Abdoulaye Cissé \| 10 \| \| Hervé Bugnet \| 9 \| \| Jérôme Lafourcade \| 9 \| \| Fatih Atik \| 8 \| \| Fodé Mansaré \| 6 \| \| Guillaume Moullec \| 3 \| \| Mansour Assoumani \| 2 \| \| Bruno Carotti \| 1 \| \| Frédéric Mendy \| 1 \| \| Mohamed Chakouri \| 1 \| | Equipe type de la saison Viviani Mainfroi Mendy Carotti Moullec Michalowski Atik Mansaré Cissé Godemeche Lafourcade D'après les temps de jeu à leur poste. |  |
| Joueur | Total |  |
| Abdoulaye Cissé | 10 |  |
| Hervé Bugnet | 9 |  |
| Jérôme Lafourcade | 9 |  |
| Fatih Atik | 8 |  |
| Fodé Mansaré | 6 |  |
| Guillaume Moullec | 3 |  |
| Mansour Assoumani | 2 |  |
| Bruno Carotti | 1 |  |
| Frédéric Mendy | 1 |  |
| Mohamed Chakouri | 1 |  |

Buts
- Premier but de la saison :   Fodé Mansaré contre l'ES Troyes lors de la 1re journée de championnat
- Premier doublé :    Fodé Mansaré contre l'ES Troyes lors de la 1re journée de championnat
- Plus grande marge : 7 buts (marge positive) 7-0 face à l'US Abbaye lors du 7e tour de la coupe de France
- Plus grand nombre de buts dans une rencontre : 7 buts 7-0 face à l'US Abbaye lors du 7e tour de la coupe de France et 3-4 face à l'ES Troyes lors de la 1re journée de championnat

Discipline
- Premier carton jaune :  57e Bruno Carotti contre l'ES Troyes lors de la 1re journée de championnat
- Premier carton rouge :   36e Frédéric Mendy contre l'EA Guingamp lors de la 5e journée de championnat
- Plus grand nombre de cartons dans un match : 5  25e, 53e, 61e, 85e et 90e contre l'Angers SCO,  13e, 40e, 73e, 78e et 90e contre les Chamois niortais et  14e, 36e, 45e et 56e   64e contre le Stade brestois

Affluences
- Meilleure affluence : 
  - En championnat : 16 303 spectateurs contre le LB Châteauroux, 17e journée
- Plus mauvaise affluence : 
  - En championnat : 4 751 spectateurs contre l'EA Guingamp, 5e journée